# Yara Monteiro
Yara Monteiro (Huambo, 1979) es una escritora portuguesa nacida en Angola. Tras la publicación de su primera novela, Essa Dama Bate Bué!, en 2018, pasó a ser considerada representante de una generación de escritores que nació en Angola y se mudó a Portugal, como Djaimilia Pereira de Almeida y Kalaf Epalanga.

## Biografía
Monteiro vivió hasta los dos años en Angola, luego en Seixal, en Portugal, y ya adulta se trasladó a Alentejo. Tataranieta de la esclavitud, bisnieta del mestizaje, nieta de la independencia, hija de la diáspora, como se define a sí misma, afirma haber descubierto su negritud en Brasil.
Licenciada en Recursos Humanos, trabajó en el área por quince años, y vivió en diferentes países como Brasil, Angola, Inglaterra y Dinamarca. En 2015, en Brasil, abandonó la vida empresarial para dedicarse a la escritura. Es corresponsable del departamento de Cultura, Arte y Espectáculos de INMUNE – Instituto de la Mujer Negra.
Su primera novela, Essa Dama Bate Bué! fue publicada por la editora Guerra y Paz en septiembre de 2018 y traducida al español por Rodolfo Alpízar Castillo como Esa chica buena onda bajo el sello de Elefanta. El libro cuenta la historia de Victoria Queiroz de Fonseca, una joven angoleña que, como Yara, nació en Angola y creció en Portugal. La correcta altura, Victoria, negra y lésbica, abandona una boda a las vísperas para volver la Luanda a la busca de su madre, una excombatiente de la guerra de la independencia que la entregó a los abuelas cuando bebé. El romance trae un retrato de Angola post-colonial y del polvos-guerra, abordando temas como la desigualdad social y la violencia.
Monteiro fue conferencista en la serie de debates y paneles del evento African-European Narratives 2018-2019, organizado por la Universidad Nueva de Lisboa en el ámbito del Programa "Europa para los Ciudadanos" de la Unión Europea.
En 2020 la exposición Contos de Lisboa, del 19 de febrero al 16 de mayo en el Archivo Municipal de Lisboa - Fotográfico, presentó cuentos inéditos de Yara Monteiro, Djaimilia Pereira de Almeida, Kalaf Epalanga, Ondjaki y Telma Tvon.

## Obra
- 2018, Essa Dama Bate Bué! ISBN 978-989-702-423-8